# فيتوريو ماغني
فيتوريو ماغني (بالإيطالية: Vittorio Magni)‏ ولد بتاريخ 8 ديسمبر 1918 في إيطاليا، وتوفي في 4 أبريل 2010 في ميلانو، كان دراج إيطالي.

## روابط خارجية
- فيتوريو ماغني على موقع أرشيف الدراجات (الإنجليزية)
- فيتوريو ماغني على موقع إحصائيات الدراجات الإحترافية (الإنجليزية)
- فيتوريو ماغني على موقع CycleBase (الإنجليزية)